# Mizjan Dahmani
Mizjan Dahmani (Meziane Dahmani, ar. مزيان دهماني ;ur. 2 lutego 1965 w El Biar) – algierski judoka. Dwukrotny olimpijczyk. Zajął dziewiąte miejsce w Barcelonie 1992 i 34. miejsce w Seulu 1988. Walczył w wadze półlekkiej i lekkiej.
Uczestnik mistrzostw świata w 1987, 1991 i 1993. Startował w Pucharze Świata w 1992 i 1996. Złoty medalista igrzysk afrykańskich w 1987 i brązowy w 1995. Mistrz igrzysk śródziemnomorskich w 1987 i trzeci w 1991 i 1993 roku.

## Letnie Igrzyska Olimpijskie 1988
| Konkurencja | Eliminacje                 | Klas. końcowa |
| Konkurencja | Przeciwnik I               | Miejsce       |
| ----------- | -------------------------- | ------------- |
| 65 kg       | Dragomir Bečanović (YUG) P | 34.           |

## Letnie Igrzyska Olimpijskie 1992
| Konkurencja | Eliminacje           | Eliminacje             | Eliminacje           | Eliminacje              | Repasaże                    | Klas. końcowa |
| Konkurencja | Przeciwnik I         | Przeciwnik II          | Przeciwnik III       | 1/4                     | Przeciwnik I                | Miejsce       |
| ----------- | -------------------- | ---------------------- | -------------------- | ----------------------- | --------------------------- | ------------- |
| 71 kg       | Awad Mahmoud (SUD) Z | Jason Trevisan (MLT) Z | Joaquín Ruiz (ESP) Z | Bertalan Hajtós (HUN) P | Chaliuny Boldbaatar (MGL) P | 9.            |